# Rudolph Fentz
Rudolph Fentz (conocido también en la leyenda urbana como Rudolf Fenz o Rudolf Fent) es el personaje en torno al que gira "I'm Scared", un relato de ciencia ficción escrito en 1952 por Jack Finney, que posteriormente se convirtió en una leyenda urbana según la cual todo aquello que cuenta sucedió realmente. En el relato, un hombre joven con un aspecto propio del siglo XIX y en posesión de objetos de esa época es encontrado, completamente desconcertado,en mitad del Times Square en 1951 momentos antes ser atropellado por un automóvil y morir, lo cual sugeriría que, tal vez involuntariamente, viajó hacia adelante un siglo en el tiempo.
La historia de Rudolph Fentz se convertiría en una de las leyendas urbanas más importantes de los años 1970, y ha sido repetida ocasionalmente desde entonces. A partir de su difusión vía Internet desde finales de los años 1990, lo habitual es que se la presente como una serie de hechos reales que prueban la existencia del viaje en el tiempo.

## Leyenda urbana
La leyenda de Fentz describe cómo una mañana, a mediados de junio de 1951, alrededor de las 11:15 a. m., los transeúntes en el Times Square de Nueva York notaron a un hombre de unos 30 años de edad, vestido al estilo de finales del siglo XIX. Nadie observó cómo había llegado allí, y estaba desorientado y confundido de pie en medio de una intersección. Fue golpeado por un taxi y resultó herido de muerte antes de que la gente pudiera intervenir.
Los funcionarios de la morgue registraron su cuerpo y encontraron los siguientes artículos en sus bolsillos:
- Un token de cobre para una cerveza que vale 5 centavos, con el nombre de un bar, que era desconocido, incluso para los residentes más viejos del área;
- Una factura por el cuidado de un caballo y el lavado de un carruaje, expedida por un establo en Lexington Avenue que no figuraba en ninguna libreta de direcciones;
- Alrededor de 70 dólares en billetes antiguos;
- Tarjetas de visita con el nombre Rudolph Fentz y una dirección en la Quinta Avenida;
- Una carta enviada a esta dirección, en junio de 1876 desde Filadelfia;
- Una medalla por llegar tercero en una carrera de tres patas (donde los participantes corren de dos en dos atados al otro por un tobillo).

Ninguno de estos objetos mostraba signos de envejecimiento. El capitán Hubert V. Rihm, del Departamento de Personas Desaparecidas de la policía de Nueva York, intentó usar esta información para identificar al hombre. Encontró que la dirección en la Quinta Avenida era parte de un negocio; su actual propietario no conocía a Rudolph Fentz. El nombre de Fentz no figuraba en la libreta de direcciones, sus huellas dactilares no estaban registradas en ninguna parte y nadie lo había denunciado como desaparecido. Rihm continuó la investigación y finalmente encontró a Rudolph Fentz Jr. en una guía telefónica de 1939. Rihm habló con los residentes del edificio de apartamentos en la dirección que se menciona de Fentz y lo describieron como un hombre de unos 60 años que había trabajado cerca. Después de su retiro, se mudó a un lugar desconocido en 1940. Cuando se comunicó con el banco, le dijeron a Rihm que Fentz había muerto cinco años antes, pero su viuda aún estaba viva pero que vivía en Florida. Rihm contactó con ella y se enteró de que el padre de su esposo (Rudolph Fentz) había desaparecido en 1876, a los 29 años. Había salido de casa para dar un paseo nocturno y nunca regresó. Todos los esfuerzos por localizarlo fueron en vano y no quedaron rastros.
El capitán Rihm verificó en los archivos de personas desaparecidas el nombre Rudolph Fentz en 1876. La descripción de su apariencia, edad y vestimenta correspondían precisamente con la aparición del hombre muerto no identificado de Times Square. El caso seguía marcado sin resolver. Ante el temor de que se le considerara mentalmente incompetente, Rihm nunca anotó los resultados de su investigación en los archivos oficiales.

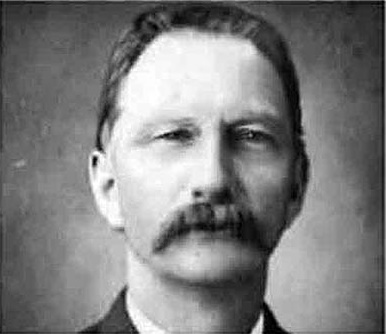
Supuesta foto de Fentz, en 1873.

## Cuento corto
Desde 1972, la desaparición y reaparición inexplicables de Rudolph Fentz ha sido mencionada en libros (como los de Viktor Farkas) y en artículos, y más tarde en Internet, retratadas como un evento real. La historia ha sido citada como evidencia de varias teorías y suposiciones sobre el tema del viaje en el tiempo.
En el año 2000, después de que la revista española Más Allá publicara una representación de los eventos como un informe real, el investigador del folclore Chris Aubeck investigó la descripción para verificar su veracidad. Su investigación llevó a la conclusión de que las personas y los eventos de la historia eran ficticios. Aubeck descubrió que la historia de Fentz apareció por primera vez en la edición de mayo / junio de 1972 del Journal of Borderland Research, que la publicó como un informe real. La revista fue publicada por la Borderland Sciences Research Foundation, una sociedad que abordaba los avistamientos ovnis con explicaciones esotéricas. La revista aportó la historia del libro publicado en 1953, A Voice from the Gallery por Ralph M. Holland. Aubeck creía que el origen de la historia ficticia había sido encontrado.
En agosto de 2001, luego de que Aubeck publicara su investigación en el Akron Beacon Journal, el pastor George Murphy lo contactó para explicarle que la fuente original era aún más antigua. Ralph M. Holland había tomado la historia sobre Rudolph Fentz completamente de una antología de relatos de ciencia ficción de Robert Heinlein de 1952, titulada Mañana, las estrellas o de la revista Collier's del 15 de septiembre de 1951. El verdadero autor fue el famoso escritor de ciencia ficción Jack Finney (1911–1995), y el episodio de Fentz fue parte del cuento "I'm Scared", que se publicó en Collier's. La historia describe un personaje llamado Rudolph Fentz que se comporta como se describe en la leyenda urbana, con el narrador Capitán Hubert V. Rihm dando sus opiniones sobre el caso.